# Evgenij Šalunov
Evgenij Vladimirovič Šalunov (in russo Евгений Владимирович Шалунов?; 8 gennaio 1992) è un ex ciclista su strada russo, professionista dal 2012 al 2021 e vincitore del Trofeo Matteotti 2015.

## Carriera
Dopo buoni risultati colti con il team russo Lokomotiv, viene ingaggiato nel 2011 dal Team RadioShack come stagista e l'anno successivo viene messo sotto contratto dalla Lokosphinx, squadra russa con licenza Continental. Il 22 aprile 2012 ottiene la sua prima vittoria nel circuito UCI Europe Tour aggiudicandosi la Vuelta a La Rioja.
Il 25 aprile 2014 ottiene il suo secondo successo al Gran Premio della Liberazione, arrivando da solo al traguardo; a settembre dello stesso anno prende parte ai campionati del mondo in linea Under-23. Nel 2015 si aggiudica prima la Vuelta a la Comunidad de Madrid e poi il Trofeo Matteotti.
Dal 2016 al 2021 corre con la squadra Gazprom-RusVelo, squadra russa con licenza UCI Professional Continental. Nel 2017 prende parte alla 100ª edizione del Giro d'Italia.

## Palmarès
- 2010 (Juniores)

2ª tappa Corsa della Pace Juniores (Most > Litvinov)
4ª tappa Corsa della Pace Juniores (Teplice > Altenberg)
Classifica generale Corsa della Pace Juniores
4ª tappa Vuelta al Besaya (San Felices de Buelna > Los Corrales de Buelna)
- 2011 (Lokomotiv, una vittoria)

3ª tappa Ronde de l'Isard d'Ariège (Auterive > Saint-Girons)
- 2012 (Lokosphinx, una vittoria)

Vuelta a La Rioja
- 2014 (Lokosphinx, una vittoria)

Gran Premio della Liberazione
- 2015 (Lokosphinx, tre vittorie)

1ª tappa Vuelta a la Comunidad de Madrid (Colmenar Viejo > Colmenar Viejo)
Classifica generale Vuelta Ciclista Comunidad de Madrid
Trofeo Matteotti

### Altri successi
- 2010 (Juniores)

Classifica a punti Corsa della Pace Juniores
- 2011 (Lokomotiv)

GP Macario
Memorial Valenciaga
1ª tappa Vuelta a Bidasoa (Irún)
3ª tappa Vuelta a Bidasoa (Irún)
Classifica generale Vuelta a Bidasoa (Irún)
1ª tappa Volta a Coruña (Brion)
3ª tappa Volta a Coruña
- 2015 (Lokosphinx)

Classifica a punti Vuelta Ciclista Comunidad de Madrid

### Pista
- 2010

Campionati europei di ciclismo su pista, Inseguimento a squadre Juniores (con Kiril Sveshnikov, Pavel Karpenkov e Roman Ivliev)

## Piazzamenti

### Grandi Giri
- Giro d'Italia

2017: 123º

### Classiche monumento
- Liegi-Bastogne-Liegi

2021: ritirato
- Giro di Lombardia

2016: ritirato
2019: ritirato

### Competizioni mondiali
- Campionati del mondo

Ponferrada 2014 - In linea Under-23: ritirato

### Competizioni europee
- Campionati europei su strada

Ankara 2010 - In linea Juniores: 24°
- Campionati europei su pista

San Pietroburgo 2010 - Inseguimento individuale Juniores: 2°
San Pietroburgo 2010 - Inseguimento a squadre Juniores: vincitore
- Giochi europei

Baku 2019 - In linea: 98°